# 下境秀幸
下境 秀幸（しもさかい ひでゆき、1979年3月18日 - ）は、NHKのアナウンサー。

## 人物
群馬県前橋市出身。群馬県立前橋高等学校を経て、早稲田大学法学部を卒業後、2001年に入局。
主にスポーツ中継などで活躍。
2006年に開催されたのじぎく兵庫国体では、夢だったスポーツアナウンサーの実現を図った。
2008年に中国の首都である北京市で開催された北京オリンピックでは、30歳を目前にして東京からのキャスターを務めた。

## 現在の担当番組
- スポーツ中継（不定期）

## 過去の担当番組
福井放送局時代
- ゆう・YOU・福井 （5時台キャスター）
- おはよう福井（不定期）
- 福井県のニュース・中継・リポート

神戸放送局時代
- のじぎく兵庫国体（2006年9月30日、実況）
- 生活ほっとモーニング（2007年1月17日）
- 2008北京オリンピック（東京からのスタジオキャスター）
- ニュースKOBE発（スポーツキャスター）
- 兵庫ニュース845（不定期）

静岡放送局時代
- 静岡県のニュース・中継・リポート
- おはよう静岡（不定期）
- ニュースしずおか845（不定期）
- ニュースしずおか645（不定期）
- 2010広州アジア大会（東京からのスタジオキャスター）
- ドキュメント20min.
- 2011年3月の東北地方太平洋沖地震では、福島放送局に応援で派遣され、災害情報を中心にローカルニュースを担当した。

広島放送局時代
- おはようちゅうごく キャスター（2016年4月 - 2018年3月）
- 広島県・中国地方のニュース
- ひろしまニュース845（不定期）
- ひろしまニュース645（不定期）
- お好みワイドひろしま（不定期・お好みスポーツキャスター、小松宏司、　出山知樹のキャスター代行）
- 2016年4月の熊本地震では、熊本放送局に応援で派遣され、災害情報を中心にローカルニュースを担当した。

G-Media時代
- Jリーグタイム（司会）
- ラジオニュース（不定期）

徳島放送局時代
- 徳島県のニュース
- とく6徳島（不定期・スポーツコーナー担当・キャスター代行など）
- とくしまニュース845（不定期）
- 緊急報道（徳島放送局発）

## 主な実況実績
サッカーW杯
- 2022年、カタール大会現地実況 - 決勝トーナメントなど3試合（録画含む）[4]を担当

サッカー女子W杯
- 2023年、女子オーストラリア・ニュージーランド大会実況 - 1次リーグ・C組日本－スペイン戦を担当